# Lonja de Alcañiz

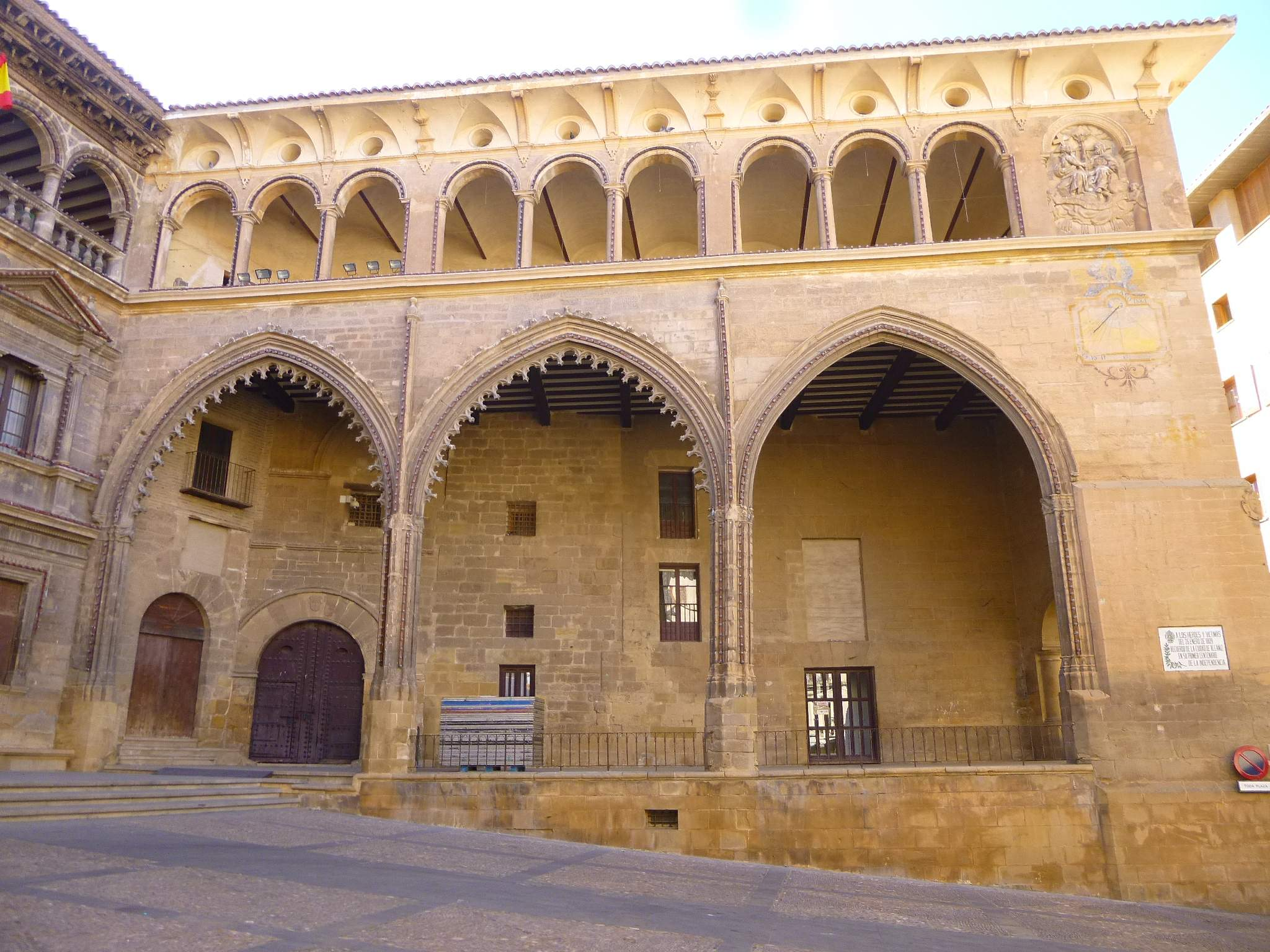
Dos grandes arcos angrelados en el pórtico

La lonja de Alcañiz es un edificio del gótico tardío aragonés del siglo XV de la localidad española de Alcañiz, en la provincia de Teruel (Aragón). Junto a la Casa consistorial, edificio renacentista, forma un conjunto monumental situado en el centro histórico de la localidad, junto a la Colegiata de Santa María.
Actualmente, está considerada como BIC (Bien de Interés Cultural) (fue declarada Monumento histórico-artístico perteneciente al Tesoro Artístico Nacional mediante decreto de 3 de junio de 1931). En 2004 se publicó una nueva declaración de entorno.
La lonja data del siglo XV y consta de un piso bajo abierto por medio de tres grandes arcos apuntados en el pórtico decorados con arquillos menores en el intradós, en su parte interna. Dos de los arcos son angrelados, y el piso está cubierto con bóvedas de crucería.
El piso superior, a modo de galería aragonesa de amplios arcos de medio punto con columna, se añadió en el siglo XVI a raíz de la construcción de la casa consistorial. Finalmente, presenta como remate un alero muy volado con lunetos y óculos del siglo XVIII.
Su interior ha sufrido muchas remodelaciones y en la actualidad acoge las dependencias administrativas de la empresa Fomento de Alcañiz SLU (de capital 100% municipal) y los despachos de los partidos políticos del consistorio alcañizano, así como otras dependencias del Ayuntamiento de la capital bajoaragonesa.